# انقطاع الاتصالات

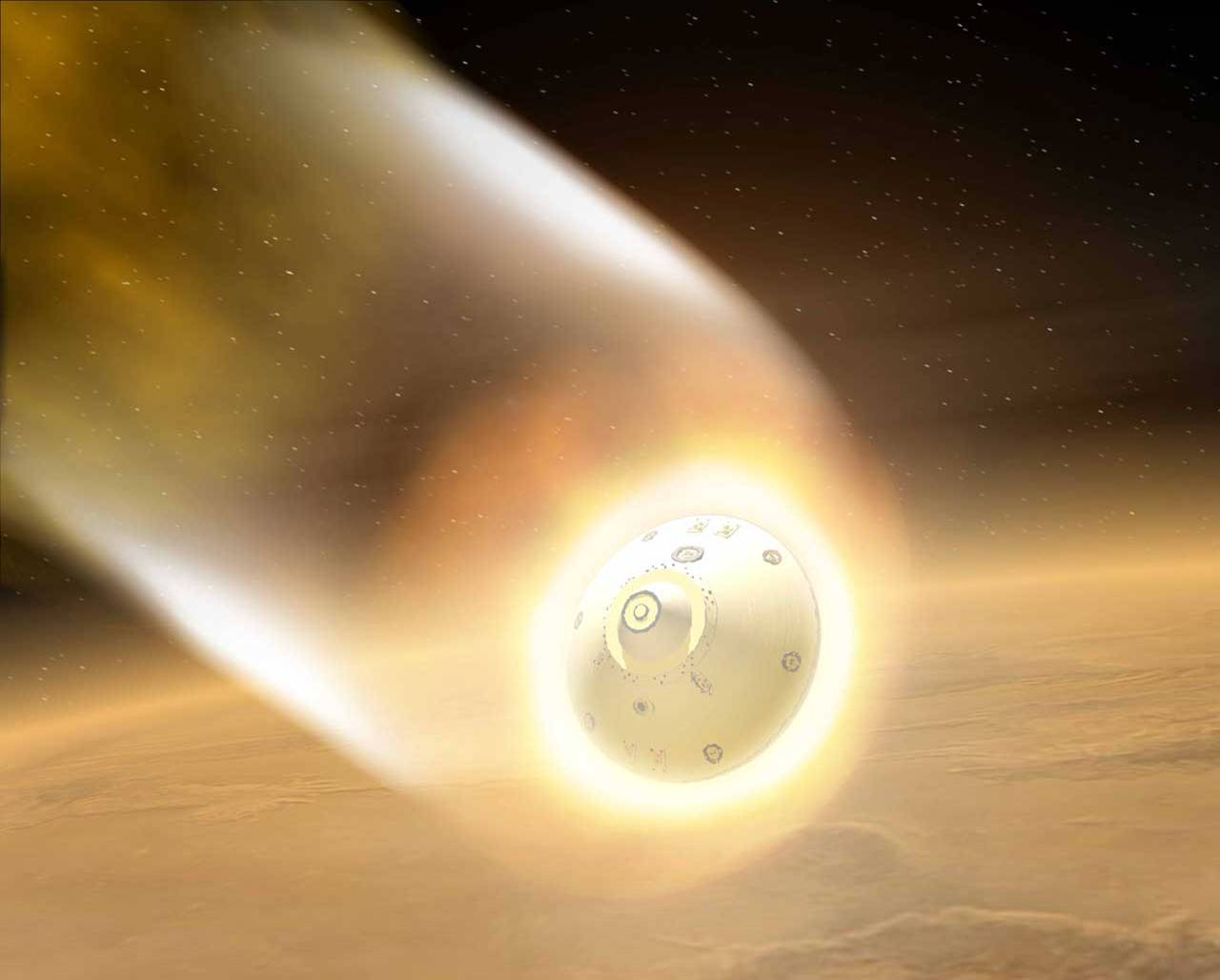

انقطاع الاتصالات يعرّف انقطاع الاتصالات في علم الاتصالات بعدة تعاريف منها: انقطاع في الاتصالات أو كفاءتها بسبب حدوث فقدان لطاقة مقرات الاتصالات أو معداتها. ويعرف أيضًا بفقدان كلي لكفاءة طاقة الاتصلات اللاسلكية بسبب حدوث الشذوذ الأيونوسفيري. فعلى سبيل المثال، فإنه يحدث خلال نشاط شفقي قوي أو أثناء الدخول المسبق للمركبة الفضائية في الغلاف الجوي للأرض.

## الخلل الفني
تعد فترة التشغيل بكونها المفتاح الرئيسي لمعظم شبكات الاتصال، ولمصادر الطاقة الغير منقطعة، وللمولدات الاحتياطية التي تستخدم عادة لضمان طاقة ذات موثوقية عالية.
ربما تكون الشبكات اللاسلكية تابعة للتشويش اللاسلكي؛ وبإمكان الشبكة السلكية بأن تكون ذات نفع مادي، ويلعب تصميم الشبكات دورا في الحفاظ على موثوقية الاتصالات معتمدا على القيود في بناء شبكة الألياف البصرية وبالإمكان استخدام بنية حلقة ذات التئام ذاتي.

## الدخول المسبق للمركبة الفضائية
تؤثر انقطاعات الاتصالات في الدخول المسبق للمركبات الفضائية في الغلاف الجوي للأرض، والتي تعرف أيضا بانقطاع بث الراديو وانقطاع طاقة التأين ويحدث خلل في الدخول المسبق بسبب غلاف من الهواء المتأين حول المركبة الذي يتولد من حرارة انضغاط الغلاف الجوي بواسطة المركبة. يتعارض الهواء المتأين مع إشارات الراديو. يدوم حجب الاتصالات لكل من مركبات عطارد وجيميني وأبولو لدقائق معدودة. فعلى سبيل المثال، فإن جيميني 2 تحملت انقطاعا لمدة 4  دقائق بدءا من  9 دقائق و 5 ثوان في الطائرة. بلغت مدة انقطاع الاتصالات لمهمات أبولو نحو 3 دقائق تقريبا. أما بالنسبة لمهمة أبولو 16 فقد أدرجت البيانات الاستشارية المسبقة للدخول المسبق الأوقات المتوقعة لانقطاع الاتصالات للدخول المسبق لتبدأ من 0 دقيقة و 16 ثانية إلى 3 دقائق و 33 ثانية بعد واجهة الدخول (بمجموع 3 دقائق و17 ثانية) فكانت فترة الانقطاع لمهمة أبولو 13 أكثر طولا من الوضع الطبيعي لأن زاوية مسار رحلة المركبة الفضائية أخذت وضعا أكثر سطحية بشكل غير متوقع عن الوضع الطبيعي. وفقا لمهمة لوق التي صانها جين كرانز، فإنه قد استمر انقطاع الدخول المسبق حوالي 6 دقائق بدءا عند 142:39 ومنتهية عند 142:45 وكانت أطول بدقيقة و 27 ثانية من الذي تم توقعه. لا يقتصر انقطاع الاتصالات للدخول المسبق فقط على الدخول في داخل الغلاف الجوي للأرض، بل يتم تطبيق الدخول في الغلاف الجوي.
تحمّل مستكشف المريخ انقطاعا للاتصالات مدته 30 ثانية أثناء دخوله للغلاف الجوي لكوكب المريخ فعلى سبيل المثال، فلقد تحمّل استكشاف هيجنز انقطاعا للاتصالات أثناء دخوله الغلاف الجوي للتيتان عندما يحدث التأين حول مركبة.
تحملت المركبة الفضائية انقطاعا مدته 30 دقيقة إلى حين تكون نظام التعقب وتبادل البيانات بالقمر الصناعي. سمح نظام التعقب وتبادل البيانات بالقمر الصناعي للمركبة الفضائية للتواصل بشكل متناوب مع نظام التعقب وتبادل البيانات بالقمر الصناعي أثناء فترة الدخول المسبق من خلال «ثقب» في غلاف الهواء المتأين في نهاية ذيل المركبة التي تولدت بواسطة شكل المركبة الفضائية.

## مناخ الفضاء
يتسبب مناخ الفضاء بانقطاعات بث الراديو على كوكب الأرض التي تم قياسها بواسطة الإدارة الوطنية للمحيطات والغلاف الجوي على مقياس يتراوح من 1 (حد أدنى) إلى 5 (حد أقصى).

## موضع الشمس
يمكن أن تنقطع الاتصالات عندما تكون الشمس محجوبة أو خلف مركز واحد على نفس مدى البصر؛ يعيق الانخماد الدوري للشمس الاتصالات مع الأقمار صناعية المتزامنة مع دوران الأرض ويعد مشكلة شائعة أيضا لمهمات الفضاء بين الكواكب.